# Alegeri locale în România, 2016
Alegerile locale din 2016 în România sunt alegeri care au avut loc la data de 5 iunie 2016. Aceste alegeri locale au fost câștigate de Partidul Social Democrat (PSD).
Modalitatea alegerii președinților de consilii județene într-un singur tur de scrutin (modalitate introdusă în 2007 de guvernul Tăriceanu), de asemenea a primarilor (modalitate adoptată pe 31 mai 2011 de guvernul Boc), a fost criticată de societatea civilă, care a arătat că ea favorizează partidele mari și împiedică înnoirea administrației locale. Președintele Klaus Iohannis s-a pronunțat și acesta la data de 24 ianuarie 2016 în favoarea alegerii primarilor și președinților de consilii județene în două tururi de scrutin. Legea însă nu mai putea fi schimbată cu mai puțin de un an înaintea alegerilor. Ziaristul Liviu Avram a dus chestiunea alegerii primarilor într-un singur tur în fața Curții Constituționale, dar aceasta a evitat să se pronunțe pe fondul argumentelor lui Avram, menținând legea în vigoare.
Conform unei legi noi adoptate în 2015, președinții de consilii județene nu mai sunt aleși prin vot popular, ci de către membrii consililor județene, din acest motiv partidele întârzie sau refuză să nominalizeze persoana susținută pentru această funcție, de asemenea nominalizarea anumitor candidați pentru această funcție nu reprezintă o garanție că acestea vor fi susținute de partidele lor pentru accederea în această poziție, ci doar o declarație politică.

## Candidații principalelor partide

### București
| Partid                | Primăria Capitalei       | Primăria Sector 1 | Primăria Sector 2    | Primăria Sector 3    | Primăria Sector 4  | Primăria Sector 5 | Primăria Sector 6   |
| --------------------- | ------------------------ | ----------------- | -------------------- | -------------------- | ------------------ | ----------------- | ------------------- |
| PSD                   | Gabriela Vrânceanu-Firea | Dan Tudorache     | Mihai Mugur Toader   | Robert Negoiță       | Daniel Băluță      | Daniel Florea     | Gabriel Mutu        |
| PNL                   | Cătălin Predoiu          | Alexandru Nazare  | Dan Cristian Popescu | Cristina Pocora      | Ioan-Răzvan Sava   | Ovidiu Raețchi    | Răzvan Mironescu    |
| USB                   | Nicușor Dan              | Clotilde Armand   | Antoaneta Bugner     | Roxana Wring         | Dumitru Dobrev     | Florin Grigorescu | Mihai Daneș         |
| PMP                   | Robert Turcescu          | Eugen Tomac       | Radu Cristescu       | Cristian Petrescu    | Dan Ștefănel Marin | Valentin Nițu     | Ștefan Enache       |
| ALDE                  | Daniel Barbu             | Laura Chiriac     | Stelian Damov        | Elena Petrescu       | Ștefan Spiridon    | Dan Marian        | Robert Stan         |
| PER                   | Mihai Mălaimare          | Ionuț Chermenschi | Dumitru Pelican      | Cristel Sabău        | neconfirmat        | neconfirmat       | neconfirmat         |
| Deținător al funcției | suspendat                | suspendat         | suspendat            | Robert Negoiță (PSD) | demisionat         | suspendat         | Rareș Mănescu (PNL) |

### Arad
| Partid                | Președinte CJ Arad | Primăria Arad        |
| --------------------- | ------------------ | -------------------- |
| PNL                   | Iustin Cionca      | Gheorghe Falcă       |
| PSD                   | neconfirmat        | Sebastian Bulumac    |
| ALDE                  | neconfirmat        | Ionel Ciupe          |
| M10                   | neconfirmat        | Adrian Wiener        |
| PSRO                  | neconfirmat        | Ciprian Luca         |
| UDMR                  | neconfirmat        | Levente Bognar       |
| Deținător al funcției | suspendat          | Gheorghe Falcă (PNL) |

### Bacău
| Partid                | Primăria Bacău         | Președinte CJ Bacău |
| --------------------- | ---------------------- | ------------------- |
| PNL                   | Dragoș Luchian         | .                   |
| PSD                   | Cosmin Necula          | Sorin Brașoveanu    |
| ALDE                  | Dragoș Ștefan          | .                   |
| M10                   | Claudiu Dorneanu       | Mihai Gîrbă         |
| PSRO                  | Cristinel Manolache    | .                   |
| MP                    | Constantin Scripăț     | .                   |
| independent           | Romeo Stavarache       | .                   |
| independent           | Cristian Ghingheș      | .                   |
| independent           | Emil Melinte           | .                   |
| Deținător al funcției | Romeo Stavarache (PNL) | Benea Dragoș Adrian |

### Brașov
| Partid                | Președinte CJ Brașov | Primăria Brașov             | Primăria Făgăraș              |
| --------------------- | -------------------- | --------------------------- | ----------------------------- |
| PNL                   | Adrian Veștea        | Adrian Oprică               | Constantin Sorin Mânduc       |
| PSD                   | neconfirmat          | Răzvan Popa                 | Ion Negrilă                   |
| PMP                   | neconfirmat          | Costel Mihai                | Daniel Tătar                  |
| FDGR                  | neconfirmat          | Cristian Macedonschi        | neconfirmat                   |
| Deținător al funcției | suspendat            | George Scripcaru (ales PNL) | Constantin Sorin Mânduc (PNL) |

### Buzău
| Partid                | Președinte CJ Buzău   | Primăria Buzău  | Primăria Râmnicu Sărat |
| --------------------- | --------------------- | --------------- | ---------------------- |
| PNL                   | Ioan Caton Mateeșescu | Ovidiu Anghel   | Ionuț Iuga             |
| PSD                   | Petre Emanoil Neagu   | Constantin Toma | Sorin Cârjan           |
| PMP                   | neconfirmat           | Ion Marin       | Daniel Tătar           |
| ALDE                  | neconfirmat           | Andrei Neder    | Sorin-Radian Robe      |
| UNPR                  | neconfirmat           | Constantin Popa | Gheorghiță Ungureanu   |
| PSRO                  | neconfirmat           | Viorel Ion      | Costică Iuga           |
| Deținător al funcției | suspendat             | revocat         | Viorel Holban (PSD)    |

### Călărași
| Partid                | Președinte CJ Călărași | Primăria Călărași            | Primăria Oltenița        |
| --------------------- | ---------------------- | ---------------------------- | ------------------------ |
| PNL                   | Marian Dinulescu       | Daniel Ștefan Drăgulin       | Cristian-Mihai Căpraru   |
| PSD                   | Dan Cristodor          | Marius Dulce                 | Petre Țone               |
| ALDE                  | Bogdan Georgescu       | Virgil Dumbravă              | Costel-Cristinel Onofrei |
| UNPR                  | Aurel Niculae          | Elena Nicolache              | Aurel Bîra               |
| PSRO                  | Ion Ștefan             | Maria Dragomir               | Mihai Filimon            |
| Deținător al funcției | Răducu Filipescu (PNL) | Daniel Ștefan Drăgulin (PNL) | Petre Țone (PSD)         |

### Cluj
| Partid                | Președinte CJ Cluj | Primăria Cluj     | Primăria Turda       |
| --------------------- | ------------------ | ----------------- | -------------------- |
| PNL                   | Alin Tișe          | Emil Boc          | Tudor Ștefănie       |
| PSD                   | neconfirmat        | Octavian Buzoianu | Matei Cristian       |
| UDMR                  | neconfirmat        | Anna Horvath      | neconfirmat          |
| M10                   | neconfirmat        | Irina-Maria Pop   | neconfirmat          |
| Deținător al funcției | suspendat          | Emil Boc (PNL)    | Tudor Ștefănie (PNL) |

### Constanța
| Partid                | Președinte CJ Constanța | Primăria Constanța | Primăria Medgidia     |
| --------------------- | ----------------------- | ------------------ | --------------------- |
| PSD                   | neconfirmat             | Decebal Făgădău    | Luminița Vlădescu     |
| PNL                   | Gheorghe Dragomir       | Vergil Chițac      | Marian Odor           |
| PMP                   | neconfirmat             | Claudiu Palaz      | Vasile Ivanof         |
| Deținător al funcției | suspendat               | suspendat          | Marian Iordache (PNL) |

### Dolj
| Partid                | Președinte CJ Dolj  | Primăria Craiova           | Primăria Calafat          |
| --------------------- | ------------------- | -------------------------- | ------------------------- |
| PSD                   | Ion Prioteasa       | Lia Olguța Vasilescu       | Lucian Ciobanu            |
| PNL                   | Nicolae Giugea      | Pavel Badea                | Doru Mitulețu             |
| Pentru Craiova        | neconfirmat         | Dan Cherciu                | neconfirmat               |
| ALDE                  | neconfirmat         | Mircea Năstase             | neconfirmat               |
| PMP                   | neconfirmat         | Gelu Vișan                 | neconfirmat               |
| Deținător al funcției | Ion Prioteasa (PSD) | Lia Olguța Vasilescu (PSD) | Mircea Marinel Guță (PNL) |

### Iași
| Partid                | Președinte CJ Iași | Primăria Iași                        | Primăria Pașcani      |
| --------------------- | ------------------ | ------------------------------------ | --------------------- |
| PSD                   | Maricel Popa       | Mihai Chirica                        | Dumitru Pantazi       |
| PNL                   | Dumitru Oprea      | Marius Bodea                         | Marius Pintilie       |
| Pentru Iași           | neconfirmat        | Andrei Postolache                    | neconfirmat           |
| M10                   | neconfirmat        | susține candidatul Andrei Postolache | neconfirmat           |
| ALDE                  | neconfirmat        | Radu Botez                           | neconfirmat           |
| PMP                   | neconfirmat        | Petru Movilă                         | Sorin Olariu          |
| Deținător al funcției | suspendat          | suspendat                            | Dumitru Pantazi (PSD) |

### Maramureș
| Partid                    | Președinte CJ Maramureș | Primăria Baia Mare                            | Primăria Sighetul Marmației |
| ------------------------- | ----------------------- | --------------------------------------------- | --------------------------- |
| PSD                       | Gabriel Zetea           | Florin Tătaru                                 | Horia Scubli                |
| PNL                       | neconfirmat             | Cristian Niculescu Țâgârlaș                   | Alexandru Oroș              |
| Coaliția pentru Maramureș | neconfirmat             | Cătălin Cherecheș                             | neconfirmat                 |
| ALDE                      | neconfirmat             | Gabriela Leș                                  | neconfirmat                 |
| M10                       | neconfirmat             | Călin Herțeg                                  | neconfirmat                 |
| PMP                       | neconfirmat             | Iustin Talpoș                                 | neconfirmat                 |
| Deținător al funcției     | Zamfir Ciceu (ALDE)     | Cătălin Cherecheș (Coaliția pentru Maramureș) | Ovidiu Gheorghe Nemeș (PNL) |

### Prahova
| Partid                | Președinte CJ Prahova | Primăria Ploiești | Primăria Câmpina              |
| --------------------- | --------------------- | ----------------- | ----------------------------- |
| PSD                   | neconfirmat           | Cristian Ganea    | Constantin Cândea             |
| PNL                   | Iulian Dumitrescu     | Adrian Dobre      | Horia Tiseanu                 |
| PMP                   | neconfirmat           | Cătălina Bozianu  | Adrian Pițigoi                |
| Deținător al funcției | suspendat             | demisionat        | Horia Laurențiu Tiseanu (PNL) |

### Sibiu
| Partid                | Președinte CJ Sibiu | Primăria Sibiu  | Primăria Mediaș     |
| --------------------- | ------------------- | --------------- | ------------------- |
| PNL                   | Daniela Cîmpean     | Răzvan Pop      | Gheorghe Roman      |
| FDGR                  | Martin Bottesch     | Astrid Fodor    | neconfirmat         |
| PSD                   | Ioan Cindrea        | Ovidiu Sitterli | Mihai Ioan Macaveiu |
| Deținător al funcției | suspendat           | demisionat      | Teodor Neamțu (PNL) |

### Timiș
| Partid                | Președinte CJ Timiș | Primăria Timișoara  | Primăria Lugoj        |
| --------------------- | ------------------- | ------------------- | --------------------- |
| PNL                   | neconfirmat         | Nicolae Robu        | Ioan Ambrus           |
| PSD                   | neconfirmat         | Florică Bîrsășteanu | Francisc Boldea       |
| PMP                   | neconfirmat         | Marius Dugulescu    | Viorel Șandru         |
| UDMR                  | neconfirmat         | Zsolt Molnar        | neconfirmat           |
| M10                   | neconfirmat         | Adrian Borugă       | neconfirmat           |
| Deținător al funcției | Titu Bojin (PSD)    | Nicolae Robu (PNL)  | Francisc Boldea (PSD) |

## Rezultate
La alegerile locale din 5 iunie au participat 99 de partide politice, alianțe politice, alianțe electorale și organizații ale cetățenilor care aparțin minorităților naționale. Conform Biroului Electoral Central Arhivat în 17 iunie 2016, la Wayback Machine. (B.E.C.), la vot au fost așteptați aproximativ 18.462.456 de votanți români. Au fost votați 3.184 de primari, 1.381 membri ai consiliilor județene și 40.220 de membri ai consiliilor locale.

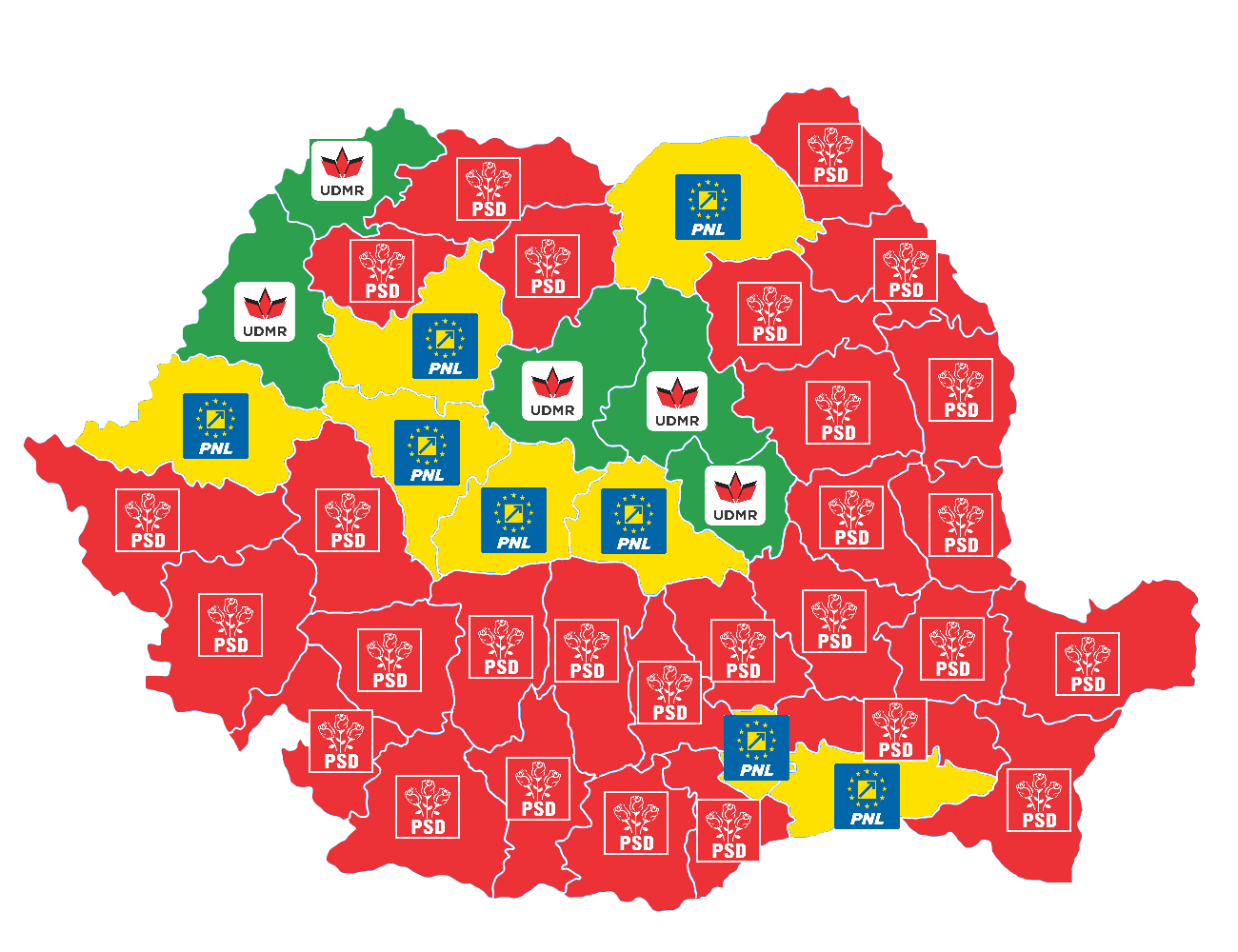
Apartenența politică a președinților de consilii județene

Președinți de consilii județene aleși pe partide

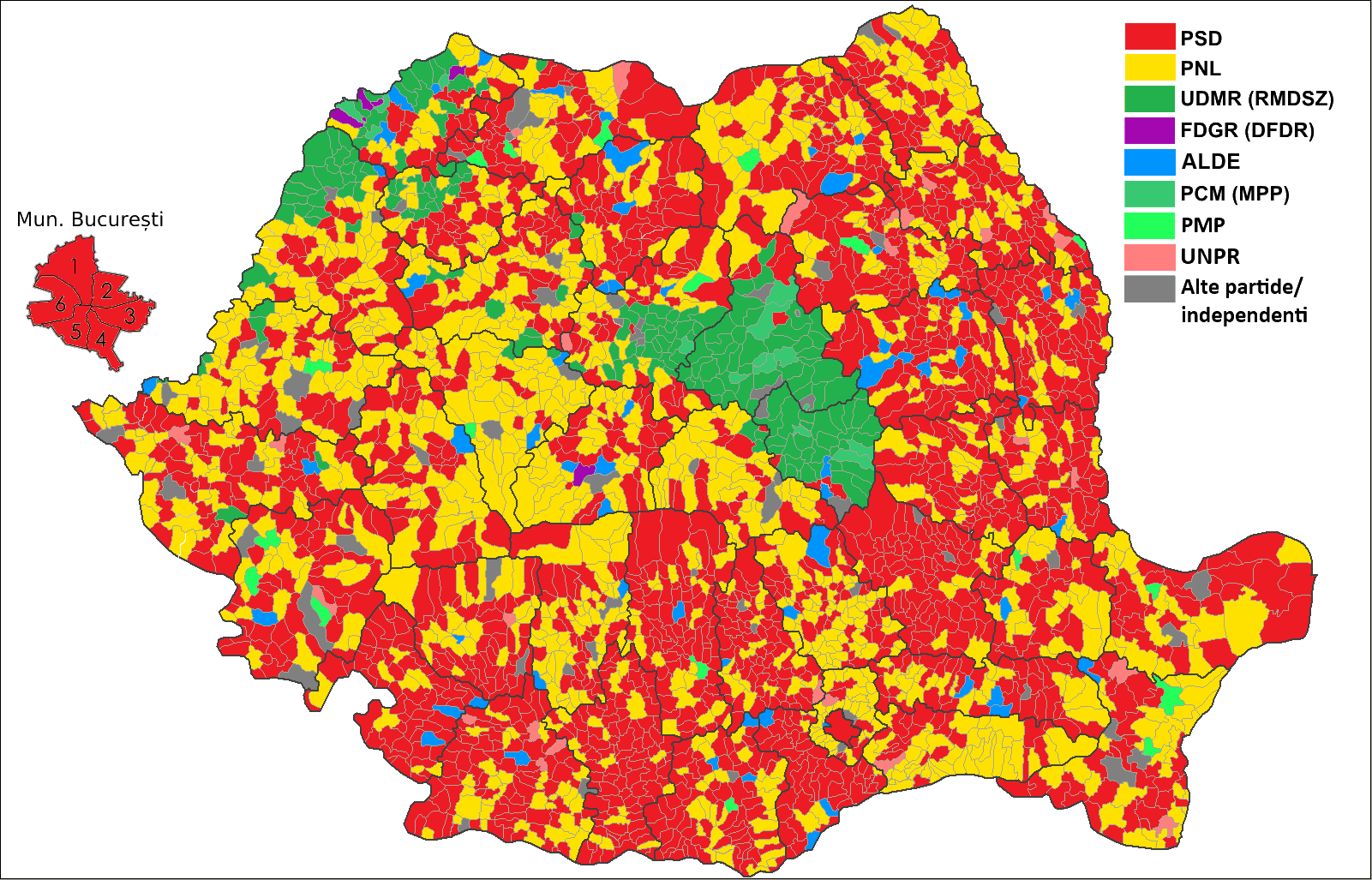
Culoarea politică a primarilor aleși în urma alegerilor locale din 2016

|  | Partid                                 | Președinți de consilii județene |
|  | -------------------------------------- | ------------------------------- |
|  | Partidul Social Democrat               | 28                              |
|  | Partidul Național Liberal              | 8                               |
|  | Uniunea Democrată Maghiară din România | 5                               |

| | Partidul Social Democrat (PSD)[a]                      | Partidul Social Democrat (PSD)[a]                      | Partidul Social Democrat (PSD)[a]                      | 28 | 3.270.909 | 39,60 | 638   | 3.330.213 | 38,98 | 1.708 | 3.161.046 | 37,70 | 16.969 |
| | Partidul Național Liberal (PNL)[b]                     | Partidul Național Liberal (PNL)[b]                     | Partidul Național Liberal (PNL)[b]                     | 8  | 2.529.986 | 30,64 | 504   | 2.686.099 | 31,50 | 1.081 | 2.478.549 | 29,60 | 13.198 |
| | Partidul Alianța Liberalilor și Democraților (ALDE)[a] | Partidul Alianța Liberalilor și Democraților (ALDE)[a] | Partidul Alianța Liberalilor și Democraților (ALDE)[a] | 0  | 521.845   | 6,32  | 80    | 488.526   | 5,73  | 64    | 545.767   | 6,52  | 2.504  |
| | Uniunea Democrată Maghiară din România (UDMR/RMDSZ)    | Uniunea Democrată Maghiară din România (UDMR/RMDSZ)    | Uniunea Democrată Maghiară din România (UDMR/RMDSZ)    | 5  | 411.823   | 4,98  | 95    | 315.236   | 3,69  | 195   | 390.321   | 4,66  | 2.284  |
| | Partidul Mișcarea Populară (PMP)                       | Partidul Mișcarea Populară (PMP)                       | Partidul Mișcarea Populară (PMP)                       | 0  | 368.985   | 4,46  | 41    | 304.924   | 3,57  | 18    | 360.035   | 4,30  | 1.315  |
| | Uniunea Națională pentru Progresul României (UNPR)[a]  | Uniunea Națională pentru Progresul României (UNPR)[a]  | Uniunea Națională pentru Progresul României (UNPR)[a]  | 0  | 220,467   | 2.67% | 14    | 213,233   | 2.50% | 26    | 245,633   | 2.93% | 1,203  |
| | Uniunea Salvați Bucureștiul (USB)                      | Uniunea Salvați Bucureștiul (USB)                      | Uniunea Salvați Bucureștiul (USB)                      | 0  | 143,544   | 1.73% | 15    | 96,789    | 1.13% | -     | 121,099   | 1.44% | 39     |
| | Partidul Social Românesc (PSRO)                        | Partidul Social Românesc (PSRO)                        | Partidul Social Românesc (PSRO)                        | 0  | 99,587    | 1.20% | 7     | 100,303   | 1.17% | 4     | 102,839   | 1.22% | 318    |
| | Partidul Ecologist Român (PER)                         | Partidul Ecologist Român (PER)                         | Partidul Ecologist Român (PER)                         | 0  | 98,486    | 1.19% | 8     | 63,246    | 0.74% | 1     | 87,016    | 1.03% | 210    |
| | Partidul România Unită (PRU)                           | Partidul România Unită (PRU)                           | Partidul România Unită (PRU)                           | 0  | 66,131    | 0.80% | -     | 51,200    | 0.60% | 2     | 60,494    | 0.17% | 169    |
| | Independenți                                           | Independenți                                           | Independenți                                           | 0  | 52,800    | 0.63% | 3     | 486,826   | 5.71% | 53    | 258,538   | 3.08% | 316    |
| | Forumul Democrat al Germanilor din România (FDGR/DFDR) | Forumul Democrat al Germanilor din România (FDGR/DFDR) | Forumul Democrat al Germanilor din România (FDGR/DFDR) | 0  | 42,652    | 0.51% | 10    | 40,348    | 0.47% | 5     | 40,599    | 0.48% | 84     |
| | Partidul Popular Maghiar din Transilvania (PPMT)       | Partidul Popular Maghiar din Transilvania (PPMT)       | Partidul Popular Maghiar din Transilvania (PPMT)       | 0  | 38,215    | 0.46% | 6     | 21,171    | 0.24% | -     | 35,019    | 0.41% | 207    |
| | Coaliția pentru Baia Mare                              | Coaliția pentru Baia Mare                              | Coaliția pentru Baia Mare                              | 0  | 26,217    | 0.31% | 5     | 32,111    | 0.37% | 1     | 20,229    | 0.24% | 11     |
| | Partidul Civic Maghiar (PCM)                           | Partidul Civic Maghiar (PCM)                           | Partidul Civic Maghiar (PCM)                           | 0  | 16,824    | 0.20% | 6     | 19,355    | 0.22% | 13    | 18,993    | 0.22% | 158    |
| | Partidul pentru Argeș and Muscel                       | Partidul pentru Argeș and Muscel                       | Partidul pentru Argeș and Muscel                       | 0  | 14,137    | 0.17% | 2     | 14,625    | 0.17% | -     | 15,049    | 0.17% | 67     |
| | Alții                                                  | Alții                                                  | Alții                                                  | 0  | 275,054   | 3.24% | -     | 213,522   | 2.28% | 15    | 368,927   | 4.63% | 1,015  |
| Total: 18.161.493 de votanți așteptați | Total: 18.161.493 de votanți așteptați                 | Total: 18.161.493 de votanți așteptați                 | Total: 18.161.493 de votanți așteptați                 | 41 | 8,197,662 | 100   | 1,434 | 8,477,346 | 100   | 3,186 | 8,310,153 | 100   | 40,067 |
| Notes 1. ^ Partidul Social Democrat (PSD), Alianța Liberalilor și Democraților (ALDE) și Uniunea Națională pentru Progresul României (UNPR) au candidat atât independent cât și împreună în coaliții electorale (PSD-ALDE sau PSD-UNPR). 2. ^ Partidul Național Liberal (PNL) a candidat independent, singura excepție fiind Tătărăștii de Jos, unde a candidat împreună cu Partidul Național Țărănesc Creștin Democrat (PNȚCD). |                                                        |                                                        |                                                        |    |           |       |       |           |       |       |           |       |        |
| Sursa: Biroul Electoral Central (Rezultate finale); BEC Rezultate finale |                                                        |                                                        |                                                        |    |           |       |       |           |       |       |           |       |        |

## Situația pe județe și municipii

### Județul Arad
Consiliul Județean Arad
Componența Consiliului Județean Arad (33 de consilieri):
| Partid | Partid | Consilieri | Componența Consiliului | Componența Consiliului | Componența Consiliului | Componența Consiliului | Componența Consiliului | Componența Consiliului | Componența Consiliului | Componența Consiliului | Componența Consiliului | Componența Consiliului | Componența Consiliului | Componența Consiliului | Componența Consiliului | Componența Consiliului | Componența Consiliului | Componența Consiliului | Componența Consiliului |
| ------ | ------ | ---------- | ---------------------- | ---------------------- | ---------------------- | ---------------------- | ---------------------- | ---------------------- | ---------------------- | ---------------------- | ---------------------- | ---------------------- | ---------------------- | ---------------------- | ---------------------- | ---------------------- | ---------------------- | ---------------------- | ---------------------- |
|        | PNL    | 17         |                        |                        |                        |                        |                        |                        |                        |                        |                        |                        |                        |                        |                        |                        |                        |                        |                        |
|        | PSD    | 12         |                        |                        |                        |                        |                        |                        |                        |                        |                        |                        |                        |                        |                        |                        |                        |                        |                        |
|        | PMP    | 2          |                        |                        |                        |                        |                        |                        |                        |                        |                        |                        |                        |                        |                        |                        |                        |                        |                        |
|        | UDMR   | 2          |                        |                        |                        |                        |                        |                        |                        |                        |                        |                        |                        |                        |                        |                        |                        |                        |                        |

#### Municipiul Arad
Gheorghe Falcă a câștigat mandatul de primar al municipiului Arad pentru a patra oară consecutiv.
| Partidul Național Liberal | Gheorghe Falcă    | 24.606 | 46,09 % |
| Independent               | Sebastian Bulumac | 14.240 | 26,68 % |
| UDMR                      | Levente Bognar    | 3.503  | 5,56 %  |

Consiliul Local Arad
Consiliul local al municipiului Arad este compus din 23 de consilieri, împărțiți astfel:
| Partid | Partid | Locuri | Componența Consiliului | Componența Consiliului | Componența Consiliului | Componența Consiliului | Componența Consiliului | Componența Consiliului | Componența Consiliului | Componența Consiliului | Componența Consiliului | Componența Consiliului | Componența Consiliului | Componența Consiliului |
| ------ | ------ | ------ | ---------------------- | ---------------------- | ---------------------- | ---------------------- | ---------------------- | ---------------------- | ---------------------- | ---------------------- | ---------------------- | ---------------------- | ---------------------- | ---------------------- |
|        | PNL    | 12     |                        |                        |                        |                        |                        |                        |                        |                        |                        |                        |                        |                        |
|        | PSD    | 7      |                        |                        |                        |                        |                        |                        |                        |                        |                        |                        |                        |                        |
|        | ALDE   | 2      |                        |                        |                        |                        |                        |                        |                        |                        |                        |                        |                        |                        |
|        | UDMR   | 2      |                        |                        |                        |                        |                        |                        |                        |                        |                        |                        |                        |                        |

### Județul Călărași
Consiliul Județean Călărași
În urma alegerilor din 28 iunie 2015, după 12 ani ca președinte al CJ Călărași, Răducu Filipescu (PNL) decide să se retragă, astfel președinte al Consiliului Județean Călărași a fost numit Vasile Iliuță (PNL), iar vicepreședinți Marian Dinulescu (PNL) și Valentin Barbu (PNL).
Componența Consiliului Județean Călărași (31 de consilieri)
| Partid | Partid | Locuri | Consilieri | Consilieri | Consilieri | Consilieri | Consilieri | Consilieri | Consilieri | Consilieri | Consilieri | Consilieri | Consilieri | Consilieri | Consilieri | Consilieri | Consilieri | Consilieri | Consilieri |
| ------ | ------ | ------ | ---------- | ---------- | ---------- | ---------- | ---------- | ---------- | ---------- | ---------- | ---------- | ---------- | ---------- | ---------- | ---------- | ---------- | ---------- | ---------- | ---------- |
|        | PNL    | 17     |            |            |            |            |            |            |            |            |            |            |            |            |            |            |            |            |            |
|        | PSD    | 12     |            |            |            |            |            |            |            |            |            |            |            |            |            |            |            |            |            |
|        | ALDE   | 2      |            |            |            |            |            |            |            |            |            |            |            |            |            |            |            |            |            |

#### Municipiul Călărași
Daniel Ștefan Drăgulin a reușit să obțină un nou mandat de primar, fiind secundat ca viceprimari de Dragoș Coman (PNL) și Viorel Ivanciu (PNL).
| Partidul Național Liberal  | Daniel Ștefan Drăgulin | 10.127 | 39,33% |
| Partidul Social Democrat   | Marius Dulce           | 8.261  | 32,08% |
| Partidul Dreptății Sociale | Nicolae Dragu          | 4.139  | 16,07% |

Componența Consiliului Local Călărași (21 de consilieri)
| Partid | Partid                     | Consilieri | Componența Consiliului | Componența Consiliului | Componența Consiliului | Componența Consiliului | Componența Consiliului | Componența Consiliului | Componența Consiliului | Componența Consiliului | Componența Consiliului | Componența Consiliului |
| ------ | -------------------------- | ---------- | ---------------------- | ---------------------- | ---------------------- | ---------------------- | ---------------------- | ---------------------- | ---------------------- | ---------------------- | ---------------------- | ---------------------- |
|        | PNL                        | 10         |                        |                        |                        |                        |                        |                        |                        |                        |                        |                        |
|        | PSD                        | 8          |                        |                        |                        |                        |                        |                        |                        |                        |                        |                        |
|        | Partidul Dreptății Sociale | 3          |                        |                        |                        |                        |                        |                        |                        |                        |                        |                        |

### Județul Cluj
Consiliul Județean Cluj
Componența Consiliului Județean Cluj (37 de consilieri)
| Partid | Partid | Locuri | Consilieri | Consilieri | Consilieri | Consilieri | Consilieri | Consilieri | Consilieri | Consilieri | Consilieri | Consilieri | Consilieri | Consilieri | Consilieri | Consilieri | Consilieri | Consilieri | Consilieri | Consilieri |
| ------ | ------ | ------ | ---------- | ---------- | ---------- | ---------- | ---------- | ---------- | ---------- | ---------- | ---------- | ---------- | ---------- | ---------- | ---------- | ---------- | ---------- | ---------- | ---------- | ---------- |
|        | PNL    | 18     |            |            |            |            |            |            |            |            |            |            |            |            |            |            |            |            |            |            |
|        | PSD    | 12     |            |            |            |            |            |            |            |            |            |            |            |            |            |            |            |            |            |            |
|        | UDMR   | 7      |            |            |            |            |            |            |            |            |            |            |            |            |            |            |            |            |            |            |

#### Municipiul Cluj-Napoca
Emil Boc (PNL) câștigă detașat al patrulea mandat de primar din primul tur de scrutin.
| Partidul Național Liberal              | Emil Boc          | 64.311 | 64.76% |
| Uniunea Democrată Maghiară din România | Anna Horvath      | 12.573 | 12.66% |
| Independent                            | Octavian Buzoianu | 8.721  | 8.78%  |

Consiliul Local Cluj-Napoca
Componența Consiliului Local Cluj-Napoca (27 de consilieri)
| Partid | Partid   | Consilieri | Componența Consiliului | Componența Consiliului | Componența Consiliului | Componența Consiliului | Componența Consiliului | Componența Consiliului | Componența Consiliului | Componența Consiliului | Componența Consiliului | Componența Consiliului | Componența Consiliului | Componența Consiliului | Componența Consiliului | Componența Consiliului | Componența Consiliului | Componența Consiliului | Componența Consiliului |
| ------ | -------- | ---------- | ---------------------- | ---------------------- | ---------------------- | ---------------------- | ---------------------- | ---------------------- | ---------------------- | ---------------------- | ---------------------- | ---------------------- | ---------------------- | ---------------------- | ---------------------- | ---------------------- | ---------------------- | ---------------------- | ---------------------- |
|        | PNL      | 17         |                        |                        |                        |                        |                        |                        |                        |                        |                        |                        |                        |                        |                        |                        |                        |                        |                        |
|        | UDMR     | 5          |                        |                        |                        |                        |                        |                        |                        |                        |                        |                        |                        |                        |                        |                        |                        |                        |                        |
|        | PSD+ALDE | 5          |                        |                        |                        |                        |                        |                        |                        |                        |                        |                        |                        |                        |                        |                        |                        |                        |                        |

### Județul Constanța
Consiliul Județean Constanța
Componența Consiliului Județean Constanța (37 de consilieri):
| Partid | Partid | Consilieri | Componența Consiliului | Componența Consiliului | Componența Consiliului | Componența Consiliului | Componența Consiliului | Componența Consiliului | Componența Consiliului | Componența Consiliului | Componența Consiliului | Componența Consiliului | Componența Consiliului | Componența Consiliului | Componența Consiliului | Componența Consiliului | Componența Consiliului | Componența Consiliului |
| ------ | ------ | ---------- | ---------------------- | ---------------------- | ---------------------- | ---------------------- | ---------------------- | ---------------------- | ---------------------- | ---------------------- | ---------------------- | ---------------------- | ---------------------- | ---------------------- | ---------------------- | ---------------------- | ---------------------- | ---------------------- |
|        | PSD    | 16         |                        |                        |                        |                        |                        |                        |                        |                        |                        |                        |                        |                        |                        |                        |                        |                        |
|        | PNL    | 15         |                        |                        |                        |                        |                        |                        |                        |                        |                        |                        |                        |                        |                        |                        |                        |                        |
|        | ALDE   | 3          |                        |                        |                        |                        |                        |                        |                        |                        |                        |                        |                        |                        |                        |                        |                        |                        |
|        | PMP    | 3          |                        |                        |                        |                        |                        |                        |                        |                        |                        |                        |                        |                        |                        |                        |                        |                        |

#### Municipiul Constanța
Decebal Făgădău (PSD) câștigă mandatul de primar al municipiului.
| Candidați la Primăria Constanța | Candidați la Primăria Constanța | Candidați la Primăria Constanța | Candidați la Primăria Constanța |
| Partid                          | Candidat                        | Nr.voturi                       | %                               |
| ------------------------------- | ------------------------------- | ------------------------------- | ------------------------------- |
| Partidul Social Democrat        | Decebal Făgădău                 | 43.320                          | 41.96%                          |
| Partidul Național Liberal       | Vergil Chitac                   | 35.755                          | 34.63%                          |
| Partidul Miscarea Populara      | Claudiu-Iorga Palaz             | 7.031                           | 6.81%                           |

Consiliul Local Constanța
Componența Consiliului Local Constanța (27 de consilieri):
| Partid | Partid      | Consilieri | Componența Consiliului | Componența Consiliului | Componența Consiliului | Componența Consiliului | Componența Consiliului | Componența Consiliului | Componența Consiliului | Componența Consiliului | Componența Consiliului | Componența Consiliului | Componența Consiliului | Componența Consiliului | Componența Consiliului |
| ------ | ----------- | ---------- | ---------------------- | ---------------------- | ---------------------- | ---------------------- | ---------------------- | ---------------------- | ---------------------- | ---------------------- | ---------------------- | ---------------------- | ---------------------- | ---------------------- | ---------------------- |
|        | PSD         | 13         |                        |                        |                        |                        |                        |                        |                        |                        |                        |                        |                        |                        |                        |
|        | PNL         | 10         |                        |                        |                        |                        |                        |                        |                        |                        |                        |                        |                        |                        |                        |
|        | PMP         | 3          |                        |                        |                        |                        |                        |                        |                        |                        |                        |                        |                        |                        |                        |
|        | Independent | 1          |                        |                        |                        |                        |                        |                        |                        |                        |                        |                        |                        |                        |                        |

### Județul Dolj
Consiliul Județean Dolj
Componența Consiliului Județean Dolj (37 de consilieri)
| Partid | Partid | Consilieri | Componența Consiliului | Componența Consiliului | Componența Consiliului | Componența Consiliului | Componența Consiliului | Componența Consiliului | Componența Consiliului | Componența Consiliului | Componența Consiliului | Componența Consiliului | Componența Consiliului | Componența Consiliului | Componența Consiliului | Componența Consiliului | Componența Consiliului | Componența Consiliului | Componența Consiliului | Componența Consiliului | Componența Consiliului | Componența Consiliului | Componența Consiliului | Componența Consiliului | Componența Consiliului | Componența Consiliului | Componența Consiliului |
| ------ | ------ | ---------- | ---------------------- | ---------------------- | ---------------------- | ---------------------- | ---------------------- | ---------------------- | ---------------------- | ---------------------- | ---------------------- | ---------------------- | ---------------------- | ---------------------- | ---------------------- | ---------------------- | ---------------------- | ---------------------- | ---------------------- | ---------------------- | ---------------------- | ---------------------- | ---------------------- | ---------------------- | ---------------------- | ---------------------- | ---------------------- |
|        | PSD    | 25         |                        |                        |                        |                        |                        |                        |                        |                        |                        |                        |                        |                        |                        |                        |                        |                        |                        |                        |                        |                        |                        |                        |                        |                        |                        |
|        | PNL    | 12         |                        |                        |                        |                        |                        |                        |                        |                        |                        |                        |                        |                        |                        |                        |                        |                        |                        |                        |                        |                        |                        |                        |                        |                        |                        |

#### Municipiul Craiova
Lia Vasilescu (PSD) câștigă un nou mandat de primar al municipiului.
| Candidați la Primăria Craiova                                        | Candidați la Primăria Craiova | Candidați la Primăria Craiova | Candidați la Primăria Craiova |
| Partid                                                               | Candidat                      | Nr.voturi                     | %                             |
| -------------------------------------------------------------------- | ----------------------------- | ----------------------------- | ----------------------------- |
| Partidul Social Democrat+Uniunea Națională pentru Progresul României | Lia Vasilescu                 | 58.478                        | 60.92%                        |
| Partidul Național Liberal                                            | Pavel Badea                   | 12.649                        | 13.17%                        |
| Alianta liberalilor si democratilor                                  | Mircea-Vasile Nastase         | 7.538                         | 7.85%                         |

Consiliul Local Craiova
Componența Consiliului Local Craiova (27 de consilieri)
| Partid | Partid   | Consilieri | Componența Consiliului | Componența Consiliului | Componența Consiliului | Componența Consiliului | Componența Consiliului | Componența Consiliului | Componența Consiliului | Componența Consiliului | Componența Consiliului | Componența Consiliului | Componența Consiliului | Componența Consiliului | Componența Consiliului | Componența Consiliului | Componența Consiliului | Componența Consiliului | Componența Consiliului | Componența Consiliului | Componența Consiliului |
| ------ | -------- | ---------- | ---------------------- | ---------------------- | ---------------------- | ---------------------- | ---------------------- | ---------------------- | ---------------------- | ---------------------- | ---------------------- | ---------------------- | ---------------------- | ---------------------- | ---------------------- | ---------------------- | ---------------------- | ---------------------- | ---------------------- | ---------------------- | ---------------------- |
|        | PSD+UNPR | 19         |                        |                        |                        |                        |                        |                        |                        |                        |                        |                        |                        |                        |                        |                        |                        |                        |                        |                        |                        |
|        | PNL      | 6          |                        |                        |                        |                        |                        |                        |                        |                        |                        |                        |                        |                        |                        |                        |                        |                        |                        |                        |                        |
|        | ALDE     | 2          |                        |                        |                        |                        |                        |                        |                        |                        |                        |                        |                        |                        |                        |                        |                        |                        |                        |                        |                        |

### Județul Iași
Consiliul Județean Iași
Componența Consiliului Județean Iasi (37 de consilieri):
| Partid | Partid | Consilieri | Componența Consiliului | Componența Consiliului | Componența Consiliului | Componența Consiliului | Componența Consiliului | Componența Consiliului | Componența Consiliului | Componența Consiliului | Componența Consiliului | Componența Consiliului | Componența Consiliului | Componența Consiliului | Componența Consiliului | Componența Consiliului | Componența Consiliului | Componența Consiliului | Componența Consiliului |
| ------ | ------ | ---------- | ---------------------- | ---------------------- | ---------------------- | ---------------------- | ---------------------- | ---------------------- | ---------------------- | ---------------------- | ---------------------- | ---------------------- | ---------------------- | ---------------------- | ---------------------- | ---------------------- | ---------------------- | ---------------------- | ---------------------- |
|        | PSD    | 17         |                        |                        |                        |                        |                        |                        |                        |                        |                        |                        |                        |                        |                        |                        |                        |                        |                        |
|        | PNL    | 12         |                        |                        |                        |                        |                        |                        |                        |                        |                        |                        |                        |                        |                        |                        |                        |                        |                        |
|        | ALDE   | 3          |                        |                        |                        |                        |                        |                        |                        |                        |                        |                        |                        |                        |                        |                        |                        |                        |                        |
|        | PMP    | 3          |                        |                        |                        |                        |                        |                        |                        |                        |                        |                        |                        |                        |                        |                        |                        |                        |                        |
|        | UNPR   | 2          |                        |                        |                        |                        |                        |                        |                        |                        |                        |                        |                        |                        |                        |                        |                        |                        |                        |

#### Municipiul Iași
Mihai Chirica (PSD) a câștigat mandatul de primar al municipiului Iași.
| Partidul Social Democrat  | Mihai Chirica     | 46.385 | 46,63 % |
| Partidul Național Liberal | Marius Bodea      | 23.460 | 23,58 % |
| Independent               | Andrei Postolache | 13.243 | 13,31 % |

Consiliul Local Iași
Consiliul local al municipiului Iași este compus din 27 de consilieri, împărțiți astfel:
| Partid | Partid      | Locuri | Componența Consiliului | Componența Consiliului | Componența Consiliului | Componența Consiliului | Componența Consiliului | Componența Consiliului | Componența Consiliului | Componența Consiliului | Componența Consiliului | Componența Consiliului | Componența Consiliului | Componența Consiliului | Componența Consiliului | Componența Consiliului |
| ------ | ----------- | ------ | ---------------------- | ---------------------- | ---------------------- | ---------------------- | ---------------------- | ---------------------- | ---------------------- | ---------------------- | ---------------------- | ---------------------- | ---------------------- | ---------------------- | ---------------------- | ---------------------- |
|        | PSD         | 14     |                        |                        |                        |                        |                        |                        |                        |                        |                        |                        |                        |                        |                        |                        |
|        | PNL         | 8      |                        |                        |                        |                        |                        |                        |                        |                        |                        |                        |                        |                        |                        |                        |
|        | ALDE        | 2      |                        |                        |                        |                        |                        |                        |                        |                        |                        |                        |                        |                        |                        |                        |
|        | PMP         | 2      |                        |                        |                        |                        |                        |                        |                        |                        |                        |                        |                        |                        |                        |                        |
|        | Independent | 1      |                        |                        |                        |                        |                        |                        |                        |                        |                        |                        |                        |                        |                        |                        |

### Județul Suceava
Gheorghe Flutur (PNL) este ales președinte al CJ Suceava.
Consiliul Judetean Suceava
Componența Consiliului Județean Suceava (37 de consilieri):
| Partid | Partid | Locuri | Consilieri | Consilieri | Consilieri | Consilieri | Consilieri | Consilieri | Consilieri | Consilieri | Consilieri | Consilieri | Consilieri | Consilieri | Consilieri | Consilieri | Consilieri | Consilieri | Consilieri | Consilieri | Consilieri | Consilieri | Consilieri |
| ------ | ------ | ------ | ---------- | ---------- | ---------- | ---------- | ---------- | ---------- | ---------- | ---------- | ---------- | ---------- | ---------- | ---------- | ---------- | ---------- | ---------- | ---------- | ---------- | ---------- | ---------- | ---------- | ---------- |
|        | PNL    | 21     |            |            |            |            |            |            |            |            |            |            |            |            |            |            |            |            |            |            |            |            |            |
|        | PSD    | 16     |            |            |            |            |            |            |            |            |            |            |            |            |            |            |            |            |            |            |            |            |            |

#### Municipiul Suceava
Ion Lungu (PNL) a câștigat un nou mandat de primar al municipiului.
| Partidul Național Liberal                    | Ion Lungu                | 15.286 | 41,13 % |
| Partidul Social Democrat                     | Tiberiu Brădățan         | 11.929 | 32,09 % |
| Partidul Alianța Liberalilor și Democraților | Ștefan Alexandru Băișanu | 5.146  | 13,84 % |

Consiliul Local Suceava
Componența Consiliului Local Suceava (23 de consilieri):
|  | PNL  | 10 |  |  |  |  |  |  |  |  |  |  |
|  | PSD  | 8  |  |  |  |  |  |  |  |  |  |  |
|  | ALDE | 3  |  |  |  |  |  |  |  |  |  |  |
|  | PMP  | 2  |  |  |  |  |  |  |  |  |  |  |

### Județul Timiș
Consiliul Județean Timiș
Componența Consiliului Județean Timiș (37 de consilieri)
| Partid | Partid | Consilieri | Componența Consiliului | Componența Consiliului | Componența Consiliului | Componența Consiliului | Componența Consiliului | Componența Consiliului | Componența Consiliului | Componența Consiliului | Componența Consiliului | Componența Consiliului | Componența Consiliului | Componența Consiliului | Componența Consiliului | Componența Consiliului | Componența Consiliului | Componența Consiliului |
| ------ | ------ | ---------- | ---------------------- | ---------------------- | ---------------------- | ---------------------- | ---------------------- | ---------------------- | ---------------------- | ---------------------- | ---------------------- | ---------------------- | ---------------------- | ---------------------- | ---------------------- | ---------------------- | ---------------------- | ---------------------- |
|        | PSD    | 16         |                        |                        |                        |                        |                        |                        |                        |                        |                        |                        |                        |                        |                        |                        |                        |                        |
|        | PNL    | 14         |                        |                        |                        |                        |                        |                        |                        |                        |                        |                        |                        |                        |                        |                        |                        |                        |
|        | UNPR   | 3          |                        |                        |                        |                        |                        |                        |                        |                        |                        |                        |                        |                        |                        |                        |                        |                        |
|        | ALDE   | 2          |                        |                        |                        |                        |                        |                        |                        |                        |                        |                        |                        |                        |                        |                        |                        |                        |
|        | PMP    | 2          |                        |                        |                        |                        |                        |                        |                        |                        |                        |                        |                        |                        |                        |                        |                        |                        |

#### Municipiul Timișoara
Nicolae Robu (PNL) câștigă al doilea mandat de primar.
| Partidul National Liberal | Nicolae Robu        | 41.531 | 52.90 |
| Partidul Social Democrat  | Florica Barsasteanu | 17.819 | 22.69 |
| Independent               | Adrian Orza         | 5.677  | 7.23  |

Consiliul Local Timișoara
Componența Consiliului Local Timișoara (27 de consilieri)
| Partid | Partid      | Consilieri | Componența Consiliului | Componența Consiliului | Componența Consiliului | Componența Consiliului | Componența Consiliului | Componența Consiliului | Componența Consiliului | Componența Consiliului | Componența Consiliului | Componența Consiliului | Componența Consiliului | Componența Consiliului |
| ------ | ----------- | ---------- | ---------------------- | ---------------------- | ---------------------- | ---------------------- | ---------------------- | ---------------------- | ---------------------- | ---------------------- | ---------------------- | ---------------------- | ---------------------- | ---------------------- |
|        | PNL         | 12         |                        |                        |                        |                        |                        |                        |                        |                        |                        |                        |                        |                        |
|        | PSD         | 9          |                        |                        |                        |                        |                        |                        |                        |                        |                        |                        |                        |                        |
|        | PMP         | 2          |                        |                        |                        |                        |                        |                        |                        |                        |                        |                        |                        |                        |
|        | UDMR        | 2          |                        |                        |                        |                        |                        |                        |                        |                        |                        |                        |                        |                        |
|        | ALDE        | 1          |                        |                        |                        |                        |                        |                        |                        |                        |                        |                        |                        |                        |
|        | Independent | 1          |                        |                        |                        |                        |                        |                        |                        |                        |                        |                        |                        |                        |

### Municipiul București
Gabriela Firea a fost aleasă în funcția de primar general al Municipiului București.
| Partidul Social Democrat (PSD)    | Gabriela Firea  | 246.553 | 42,97% |
| Uniunea Salvați Bucureștiul (USB) | Nicușor Dan     | 175.119 | 30,52% |
| Partidul Național Liberal (PNL)   | Cătălin Predoiu | 64.186  | 11,18% |

Consiliul General al Municipiului București 

Componența Consiliului General al Municipiului București este de 55 de consilieri:
| Partid | Partid | Consilieri | Componența Consiliului | Componența Consiliului | Componența Consiliului | Componența Consiliului | Componența Consiliului | Componența Consiliului | Componența Consiliului | Componența Consiliului | Componența Consiliului | Componența Consiliului | Componența Consiliului | Componența Consiliului | Componența Consiliului | Componența Consiliului | Componența Consiliului | Componența Consiliului | Componența Consiliului | Componența Consiliului | Componența Consiliului | Componența Consiliului | Componența Consiliului | Componența Consiliului | Componența Consiliului | Componența Consiliului |
| ------ | ------ | ---------- | ---------------------- | ---------------------- | ---------------------- | ---------------------- | ---------------------- | ---------------------- | ---------------------- | ---------------------- | ---------------------- | ---------------------- | ---------------------- | ---------------------- | ---------------------- | ---------------------- | ---------------------- | ---------------------- | ---------------------- | ---------------------- | ---------------------- | ---------------------- | ---------------------- | ---------------------- | ---------------------- | ---------------------- |
|        | PSD    | 24         |                        |                        |                        |                        |                        |                        |                        |                        |                        |                        |                        |                        |                        |                        |                        |                        |                        |                        |                        |                        |                        |                        |                        |                        |
|        | USB    | 15         |                        |                        |                        |                        |                        |                        |                        |                        |                        |                        |                        |                        |                        |                        |                        |                        |                        |                        |                        |                        |                        |                        |                        |                        |
|        | PNL    | 8          |                        |                        |                        |                        |                        |                        |                        |                        |                        |                        |                        |                        |                        |                        |                        |                        |                        |                        |                        |                        |                        |                        |                        |                        |
|        | PMP    | 4          |                        |                        |                        |                        |                        |                        |                        |                        |                        |                        |                        |                        |                        |                        |                        |                        |                        |                        |                        |                        |                        |                        |                        |                        |
|        | ALDE   | 4          |                        |                        |                        |                        |                        |                        |                        |                        |                        |                        |                        |                        |                        |                        |                        |                        |                        |                        |                        |                        |                        |                        |                        |                        |

| Candidați sectoare București | Candidați sectoare București | Candidați sectoare București | Candidați sectoare București | Candidați sectoare București | Candidați sectoare București | Candidați sectoare București |
| Partid                       | Sector 1                     | Sector 2                     | Sector 3                     | Sector 4                     | Sector 5                     | Sector 6                     |
| ---------------------------- | ---------------------------- | ---------------------------- | ---------------------------- | ---------------------------- | ---------------------------- | ---------------------------- |
| Alianța PSD+UNPR             | Daniel Tudorache 31.07%      | Mihai Mugur Toader 32.83%    | Robert Negoiță 60.25%        | Daniel Băluță 38.94%         | Daniel Florea 36.60%         | Gabriel Mutu 36.91%          |
| Uniunea Salvați Bucureștiul  | Clotilde Armand 28.77%       | Antoneta Bugner 16.02%       | Roxana Wring 16.98%          | Dumitru Dobrev 17.90%        | Fără candidat                | Mihai Daneș 20.78%           |
| Partidul Național Liberal    | Alexandru Nazare 19.57%      | Dan-Cristian Popescu 23.07%  | Cristina Ancuța Pocora 9.40% | Ioan-Răzvan Sava 21.99%      | Ovidiu Raețchi 26.30%        | Răzvan Mironescu 12.18%      |
| Partidul Dreptății Sociale   | <2%                          | <2%                          | <2%                          | <2%                          | Marian Vanghelie 20.82%      | <2%                          |